# Automolis burra
Automolis burra är en fjärilsart som beskrevs av William Schaus och Clements 1893. Automolis burra ingår i släktet Automolis och familjen björnspinnare. Inga underarter finns listade i Catalogue of Life.